# Нігматуллін Руслан Карімович
Руслан Карімович Нігматуллін (рос. Руслан Каримович Нигматуллин, нар. 7 жовтня 1974, Казань) — російський футболіст, що грав на позиції воротаря.
Виступав, зокрема, за московські «Спартак» та «Локомотив», а також національну збірну Росії.
Триразовий чемпіон Росії. Дворазовий володар Кубка Росії.

## Клубна кар'єра
Народився 7 жовтня 1974 року в місті Казань.
Вихованець футбольної школи клубу «Електрон» (Казань).
У дорослому футболі дебютував 1992 року виступами за команду клубу «КАМАЗ», в якій провів три сезони, взявши участь у 19 матчах чемпіонату. 
Своєю грою за цю команду привернув увагу представників тренерського штабу московського «Спартака» , до складу якого приєднався 1995 року. Відіграв за московських спартаківців наступні три сезони своєї ігрової кар'єри. За цей час двічі виборював титул чемпіона Росії.
1998 року уклав контракт з клубом «Локомотив» (Москва), у складі якого провів наступні п'ять років своєї кар'єри гравця.  Більшість часу, проведеного у складі московського «Локомотива», був основним голкіпером команди. За цей час додав до переліку своїх трофеїв два титули володаря Кубка Росії. Був одним з ключових гравців «залізничників», 2001 року визнаний Футболістом року в Росії, ставши першим голкіпером-володарем цього звання.
2002 року перебрався до Італії, уклавши контракт з «Вероною», проте пробитися до основного складу цієї команди не зумів. Натомість на умовах оренди грав за московський ЦСКА та клуб «Салернітана».
2003 року повернувся до «Локомотива» (Москва), в якому наступного року додав до переліку своїх трофеїв ще один титул чемпіона Росії. 2005 року захищав кольори «Терека», після чого у віці 31 року вирішив завершити виступи на футбольному полі.
Протягом декількох років займався бізнесом та спортивною журналістикою. 2008 року вирішив повернутися до професійного футболу і, розглянувши декілька варіантів, приєднався до команди клубу СКА (Ростов-на-Дону). У 2009 знову приєднався до московського «Локомотива», в якому грав лише за другу команду.
Остаточно завершив професійну ігрову кар'єру в ізраїльському нижчоліговому «Маккабі Ахі», за команду якого провів частину того ж 2009 року.

## Виступи за збірну
2000 року дебютував в офіційних матчах у складі національної збірної Росії. Протягом кар'єри у національній команді, яка тривала усього 3 роки, провів у формі головної команди країни 24 матчі.
У складі збірної був учасником чемпіонату світу 2002 року в Японії і Південній Кореї.

## Титули і досягнення

### Командні
- Чемпіон Росії (3):

«Спартак» (Москва):  1996, 1997
«Локомотив» (Москва):  2004
- Володар Кубка Росії (2):

«Локомотив» (Москва):  2000, 2001

### Особисті
- Футболіст року в Росії

2001